# یودمی
یودمی (انگلیسی: Udemy) شرکت آموزش آمریکایی است، که در سال ۲۰۱۰ تأسیس شد.
از نوامبر ۲۰۲۲ پلتفرم متعلق به این شرکت، دارای بیش از ۵۷ میلیون دانشجو، ۲۱۳ هزار دوره آموزشی و ۷۴ هزار مدرس است که به بیش از ۷۵ زبان دروس را تدریس می‌کنند. تا کنون بیش از ۷۷۳ میلیون دوره آموزشی در پلتفرم یودمی ثبت نام شده‌است.
دانش‌آموزان دوره‌هایی را اغلب برای بهبود مهارت‌های مرتبط با شغل خود می‌گذرانند، که برخی از این دوره‌ها در پایان، مدرک نیز صادر می‌کنند.